# Instituto Nacional de Desarrollo Urbano
El Instituto Nacional de Desarrollo Urbano (abreviado como INADUR) fue uno de los institutos descentralizados del Perú dedicados al análisis del desarrollo urbano. Fue dependiente del Ministerio de Vivienda, Construcción y Saneamiento en la década de 1990. Este instituto fue centro de estudio y planificación de zonas residenciales, además que se registraban los avances económicos y las vulnerabilidades que atraviesaron la población con el apoyo de las municipalidades.
El instituto fue absorbido por el propio MVCS en 2002. No obstante, se planificó crear su sucesor Superintendencia Nacional de Desarrollo Urbano en 2016.